# Bovins
|  | Per a altres significats, vegeu «Bestiar boví». |

Els bovins (Bovinae) són una subfamília diversa de deu gèneres d'ungulats de mida mitjana a gran, incloent-hi els les vaques, els bisons, el búfal africà, el búfal asiàtic domèstic, el iac i els antílops de quatre banyes i de banyes espirals. Les relacions evolutives entre els membres del grup són obscures i la seva classificació en tribus laxes en lloc de subgrups formals reflecteix aquesta incertesa. Les característiques generals el grup inclouen els unglots i habitualment com a mínim un dels dos sexes de l'espècie té banyes autèntiques. En la majoria de països, els bovins són utilitzats com a aliment. Les vaques són consumides gairebé a tot arreu, tret d'algunes parts de l'Índia, on els bovins són considerats sagrats pels hindús.